# Гамлет (фильм, 1996)
«Гамлет» (англ. Hamlet) — кинофильм режиссёра Кеннета Браны, вышедший на экраны в 1996 году. Экранизация одноимённой пьесы Уильяма Шекспира.

## Сюжет
Сюжет подробно воспроизводит события пьесы Уильяма Шекспира. Прошло всего два месяца после безвременной кончины прежнего короля Дании, и вот новый король, его брат Клавдий, женится на королеве, вдове брата. Все веселятся, только Гамлет, сын умершего, пребывает в мрачном состоянии духа, ему не дает покоя поспешность, с которой его мать вновь вышла замуж.

## В ролях
- Кеннет Брана — Гамлет
- Кейт Уинслет — Офелия
- Джули Кристи — Гертруда
- Дерек Джейкоби — Клавдий
- Николас Фаррелл — Горацио
- Майкл Малони — Лаэрт
- Ричард Брирз — Полоний
- Брайан Блессид  — тень отца Гамлета
- Жерар Депардьё — Рейнальдо
- Робин Уильямс — Озрик
- Билли Кристал — первый могильщик
- Саймон Расселл Бил — второй могильщик
- Тимоти Сполл — Розенкранц
- Рис Динсдейл — Гильденстерн
- Джек Леммон — Марцелл
- Иэн Макэлхинни — Бернардо
- Равиль Исянов — Корнелий
- Ричард Аттенборо — английский посол
- Руфус Сьюэлл — Фортинбрас
- Джон Миллс — старый норвежец, дядя Фортинбраса
- Чарльтон Хестон — актёр, играющий короля
- Розмари Харрис — актриса, играющая королеву
- Джон Гилгуд — Приам
- Джуди Денч — Гекуба
- Рэй Фирон — Франциско
- Кен Додд — Йорик

## Награды и номинации
- 1997 — 4 номинации на премию «Оскар»: лучший адаптированный сценарий (Кеннет Брана), лучшая оригинальная музыка (Патрик Дойл), лучшая работа художника-декоратора (Тим Харви), лучшие костюмы (Александра Бирн)
- 1997 — две номинации на премию BAFTA: лучшая работа художника (Тим Харви), лучшие костюмы (Александра Бирн)
- 1997 — премия Британского общества кинооператоров за лучшую операторскую работу (Алекс Томсон)
- 1997 — номинация на приз «Золотая лягушка» фестиваля кинооператорского искусства Camerimage (Алекс Томсон)
- 1997 — приз Ассоциации кинокритиков Сан-Диего за лучшую мужскую роль (Кеннет Брана)

## Мнения о фильме
Мнение шекспироведа Алексея Бартошевича:

…с моей точки зрения, это один из самых пустых фильмов по этой пьесе, которые мне известны. Брана в этом фильме придумал массу занятных забавных деталей <…> он шепчет монолог зеркалу, за которым прячется Клавдий, потому что зеркало одностороннее, и Клавдий видит его страшно близко. Придумано лихо, но эта куча замечательно придуманных деталей не должна заслонять самого главного: того, что в этом фильме нет Гамлета. Нет Гамлета потому, что Кеннет Брана — прирождённый Лаэрт, а тому, кто рождён Лаэртом, никогда не сыграть Гамлета. Брана со студенческих лет стремился сыграть Гамлета и с железной своей волей, отнюдь не гамлетовской, а лаэртовской, он эту идею пробивал. Он играл Гамлета в школе, он играл Гамлета в «Шекспировском театре», потом сделал фильм по «Гамлету». Но Лаэрт так и не стал Гамлетом. И мне кажется, что если видеть в этом фильме некоторый образец, то это не вполне удачный образец, а то, что он такой длинный, делает его довольно скучным.
Роджер Эберт наградил фильм четырьмя звёздами, сравнив  его с версией Лоренса Оливье: 

Гамлету Браны не хватает самовлюблённой интенсивности Лоренса Оливье (лауреат премии «Оскар» за 1948 год) но фильм в целом лучше,  демонстрируя Гамлета в более широком контексте королевской политики, что делает его менее предметом жалости»
Критик Стэнли Кауффман отозвался о фильме как о лучшей киноверсии произведения. А его коллега Джеймс Берардинелли пошёл и того дальше,   не только объявив фильм Браны лучшей адаптацией Шекспира из когда-либо сделанных, но и лучшим фильмом  1996 года, четвёртым в списке лучших фильм 90-х и одним из его топ-101 любимых фильмов всех времён.